# Balla Demeter
Balla Demeter (Szentes, 1931. május 4. – Budapest, 2017. november 5.) a Nemzet Művésze címmel kitüntetett, Kossuth-díjas magyar fotográfus, érdemes művész.

## Életpályája
Tanulmányait Szentesen, Kunszentmártonban és Budapesten végezte, elektroműszerész képzettséget szerzett és egy budapesti gyárban kezdett dolgozni. Kiállításokra kezdett járni, 1951 óta készített fotókat, 1954-ben határozta el, hogy a fotográfusi pályát választja, 1957-ben fényképész szakmunkás bizonyítványt szerzett, s ettől kezdve publikált képeket, képriportokat a legkülönbözőbb országos lapokban, magazinokban, képes folyóiratokban. Képeivel 1954 óta szerepelt kiállításokon. 1969-től a Lapkiadó Vállalatnál dolgozott, innen 1988-ban vonult nyugdíjba, de utána is szakmájának élt.
1999-ben megalapította a Demeter-díjat azon fényképészek számára, akik önzetlenül fáradoznak a magyar fotóművészetért. Kitüntetettek: Kincses Károly (2001); Zaránd Gyula (2002); Haris László (2003).
2007-től szellemi patrónusa volt az interneten szerveződött, korábban Estiskola néven működő Látszótér fotós és rádiós közösségnek, tanácsaival, tapasztalataival segítette az ott folyó munkát.
2017. november 21-én evangélikus szertartás szerint búcsúztatták a budapesti Farkasréti temetőben.

## Kiállításai (válogatás)
- Fiatal Fotóművészek Kiállítása (1960-1962)
- Önálló kiállítás (1964, 1966)
- Arcok és otthonok (1971-1974)
- Mai Miskolc (1975)
- Középtulajdon (1976)
- Szovjetunióban (1978)
- Útközben (1978-1979)
- A mozgás anatómiája (1981-1986)
- Országgyűlés (1982)
- Legyen meg a Te akaratod (1988, 1991)
- Bagatellek (1997-1999)
- Pilinszky János emlékkiállítás (2000)
- Az Öreg (2001, 2003)
- A Titanic képei (2004)
- Pálya u. 77. (2008)
- Balla 80 – Balla Demeter kiállítása, Petőfi Irodalmi Múzeum, Szeged, Kunszentmárton (2011)
- Arcok és otthonok. Betonút Galéria, Budapest (2013)
- A Titanic képei. Pintér Galéria, Budapest (2013)
- Analóg – 21 magyar fotográfus a 20. századból – KOGART-Körmendi Galéria, Budapest (2013), Temesvári Szépművészeti Múzeum, Temesvár (Románia) (2014)
- Kétszólam – Mandur László és Balla Demeter közös kiállítása, Békásmegyeri Evangélikus Templom (2013)
- Szólamok – Mandur László és Balla Demeter közös kiállítása, Próféta Galéria Budapest (2014)
- A Fotóriporter. Cultiris Galéria, Budapest (2014)
- Újabb bagatellek (1962-2014). Artphoto Galéria, Budapest (2014)
- Képek és Pixelek. Műcsarnok, Budapest (2016)
- Töredékek. Balassi Intézet, Budapest (2017)
- Csöndesen – Kortárs magyar csendélet. Kiscelli Múzeum, Budapest, 2018

## Művei

### Képei könyvekben
- Szép versek (1970-1975)
- Budai vár (1970)
- Fiatal Magyarország (1970)
- Jean Cassou-Kovács Péter: Vilt Tibor (1972)
- Beke László: Schaár Erzsébet (1972)
- Balaton (1974)
- Miskolc (1977-1978)
- Gorka Lívia (1979)
- Székesfehérvár (1982)
- "Legyen meg a Te akaratod" (1994)
- A Titanic képei; bev. Nádas Péter; Ab Ovo, Bp., 2004
- Colin Ford, Kincses Károly: Analóg – 21 magyar fotográfus a 20. századból (2013)
- Balla Demeter; előszó Kincses Károly; Városháza, Bp., 2018 (Csak képek)

### Filmek
- Egy fotográfus Amerikája (1982)
- 9 perces híradó (1986)
- Vallomások (1988)

### Idézetek
"Minden ember fel kell, hogy magát áldozza, mert áldozatok nélkül nem tudja megteremteni a saját hitelét. Az embernek egész életében tisztességesen kell ahhoz élnie, hogy sok évvel később is hitele legyen annak a munkának, amit csinál." (Balla Demeter)

## Elismerései, díjai

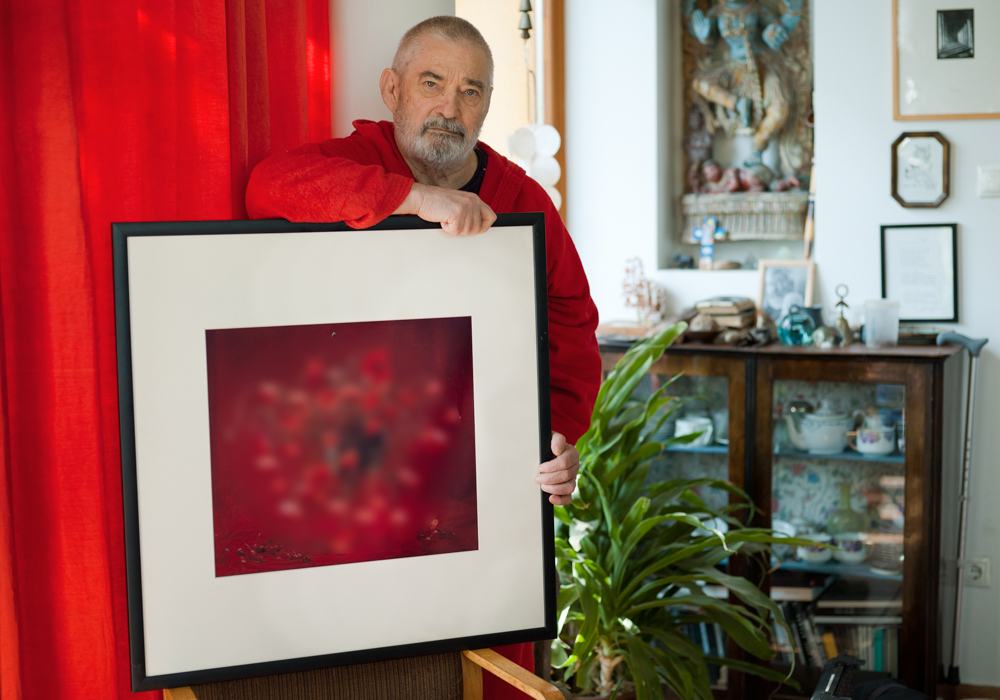
Urbán Ádám PéldaKÉPek sorozatából „2002. nyár” (2002) című művével

- Világifjúsági Találkozó-díj (1957)
- EFIAP-díj (1964)
- Pravda-díj (1973)
- Balázs Béla-díj (1977)
- Érdemes művész (1987)
- Szép Magyar Könyv díja (1994)
- Kunszentmárton díszpolgára (2001)
- a Magyar Fotóművészek Szövetségének életműdíja (2002)
- Magyar Művészetért díj (2003)
- Kossuth-díj (2004)
- Aranytoll életműdíj (2013)
- A Nemzet Művésze (2014)